# Chainsaw carving

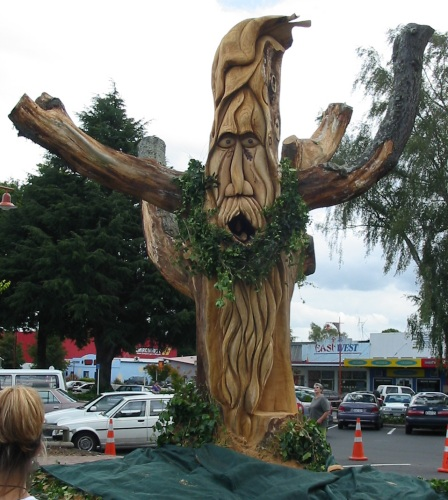
Scultura a Tokoroa

Chainsaw carving, letteralmente scultura con la motosega, nasce a metà degli anni cinquanta negli Stati Uniti, quando con motoseghe molto pesanti e poco maneggevoli, alcuni boscaioli statunitensi per diletto, realizzarono animali e oggetti stilizzati.
Da allora la tecnica si è evoluta e grazie all'inventiva di alcuni scultori americani si sono realizzate delle barre guida catena, con puntali molto piccoli dette carving che riducendo l'effetto kickback tipico di quelle tradizionali, permettono la realizzazione di opere ricche di dettagli.